# Aleksandr Złoczewski
Aleksandr Borisowicz Złoczewski, ros. Александр Борисович Злочевский (ur. 25 czerwca 1963 w Moskwie) – rosyjski szachista i trener, od roku 2001 reprezentujący Włochy, arcymistrz od 1994 roku.

## Kariera szachowa
Grę w szachy poznał w wieku pięciu lat. W latach 1979 i 1980 dwukrotnie uczestniczył w turniejach o mistrzostwo Związku Radzieckiego juniorów. W 1990 podzielił II miejsce (za Draganem Barlovem) w otwartym turnieju w Norymberdze, rok później powtórzył to osiągnięcie w Augsburgu (za Davorem Komljenoviciem), a w 1994 samodzielnie zwyciężył w kołowym turnieju w Moskwie. W 1996 podzielił III miejsce (za Miso Cebalo i Anthonym Milesem) w kolejnym openie w Toscolano-Maderno oraz został jednym z trzech zwycięzców turnieju w Imperii, natomiast w 1997 podzielił II miejsce (za Michaelem Prusikinem) w Postbauer-Heng. W 2002 zwyciężył (wraz z Jewgienijem Jermakowem) w Moskwie, a w 2006 triumfował w Widnoje oraz znalazł się wśród czterech zwycięzców turnieju w Tuli.
Najwyższy ranking w dotychczasowej karierze osiągnął 1 stycznia 2007 r., z wynikiem 2501 punktów zajmował wówczas 3. miejsce wśród włoskich szachistów.